# Palácio Durini
Palazzo Durini é um edifício histórico de Milão localizado na via Durini n. 24. O palácio foi encomendado em 1645 por Don Giovan Battista Durini, Conde de Monza, o projeto foi atribuído a Richini, um dos arquitetos mais proeminentes da Lombardia na época: o palácio é um dos maiores exemplos da construção do século XVII no século XVII. . A fachada, segundo a tradição da cidade, é bastante sóbria e linear quando comparada com a arquitectura barroca contemporânea de outras cidades italianas e centra-se num monumental portal de entrada em silharia que suporta uma igualmente monumental varanda no piso nobre, onde se destacam as grandes janelas decoradas com empenas triangulares e curvas alternadas, decoradas com suportes em forma de máscara na base; esta decoração é retomada na moldura.